# 석주

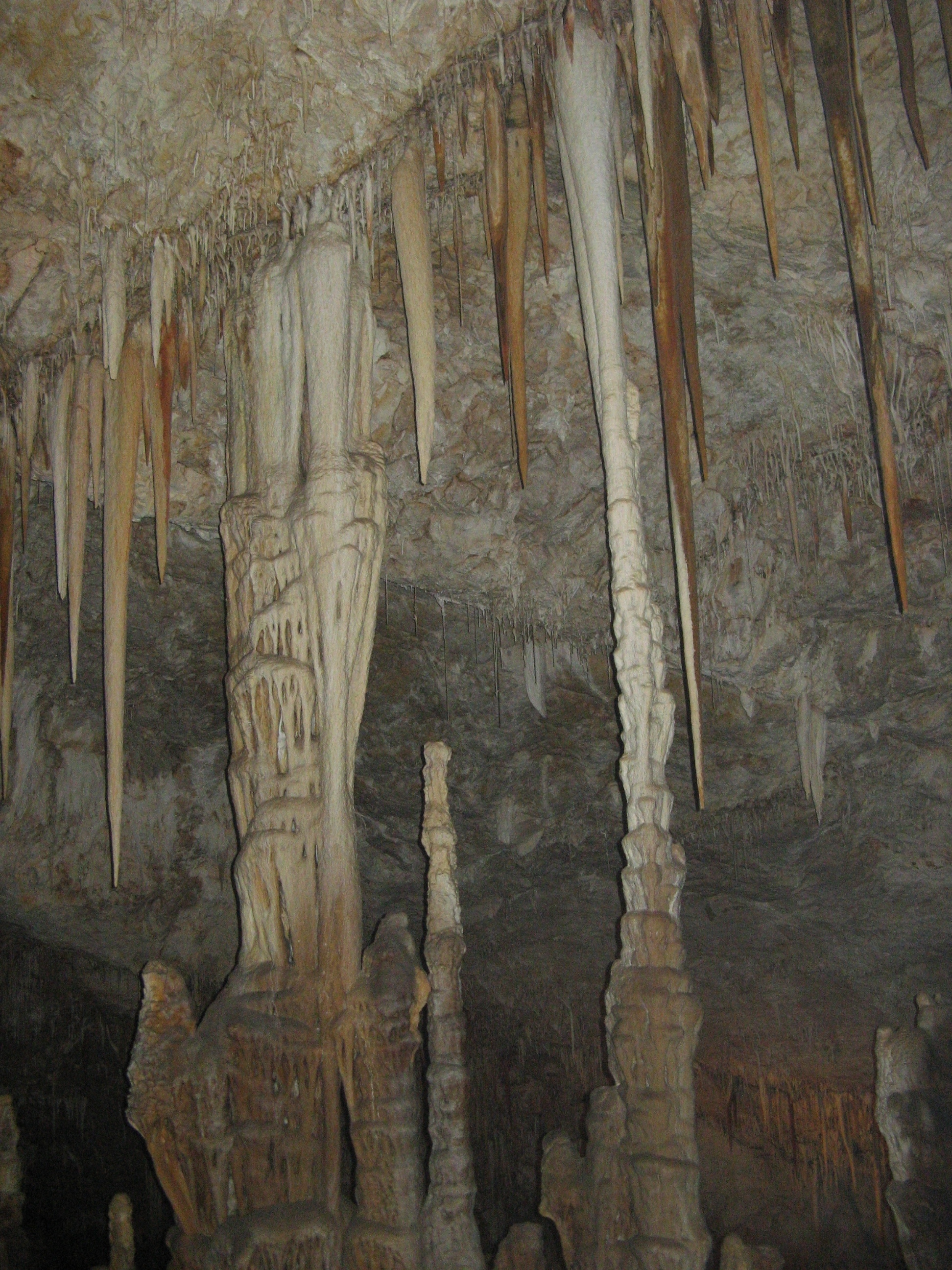
석주

석주는 종유석과 석순이 자라나다 결국엔 서로 만나 하나의 기둥 모양을 형성하는 석회 동굴 돌기둥(a pillar of stone)이다. 종유석이나 석순과 같이 탄산 칼슘(CaCO3)으로 구성되어 있으며, 생성 연령에 따라 모양이나 크기가 다르다.